# Moritz Karl zu Lynar

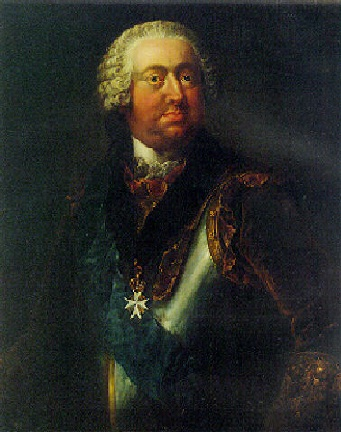
Moritz Carl zu Lynar (1756),
Maler: Johann Niklaus Grooth, Öl auf Leinwand 67,3 × 83,8 cm

Moritz Karl Graf zu Lynar (* 14. Februar 1702 in Lübbenau; † 24. April 1768 ebenda) war ein deutscher Diplomat.

## Leben
Der Sohn des kursächsischen Kammerherrn und Oberamtsrates Friedrich Casimir zu Lynar und dessen Frau Eva Elisabeth von Windisch-Graetz, absolvierte seine Studien an der Universität Wittenberg, wo er sich am 12. Juli 1718 immatrikulierte. Im Anschluss wurde er sächsischer Diplomat, war 1734 kursächsischer Gesandter in Berlin und in St. Petersburg. Dort wurde er zum Liebhaber der Regentin und Zarenmutter Anna Leopoldowna. Um das Verhältnis vor der Öffentlichkeit zu verbergen, verlobte sie ihn mit Julie von Mengden, einer Verwandten ihres Armeechefs Burkhard Christoph von Münnich. 
Lynar reiste nach Dresden, um seinen Abschied zu nehmen und in die Dienste seiner regierenden Geliebten zu treten. Jedoch ereilte ihn auf der Reise die Nachricht ihres Sturzes am 6. Dezember 1741. Daher blieb er in Sachsen, wurde dort Geheimrat und Präsident der Oberamtsregierung in der Niederlausitz. Als Erbherr auf Lübbenau und Bucko beteiligte er sich an der Errichtung der Nikolaikirche in Lübbenau, wo sich auch sein Grabmal befindet. Da er ohne Erben blieb, übernahm sein Bruder Rochus Friedrich zu Lynar seinen Erbbesitz.
Lynar heiratete am 17. November 1728 Gräfin Christiane Friderike Henriette von Flemming (* 17. September 1709; † 24. März 1730), die Tochter des Grafen Joachim Friedrich von Flemming. Die wappengeschmückten Prunkgrabmäler von Moritz Karl und seiner Ehefrau befinden sich in  St. Nikolai Lübbenau.